# Mart de Groot
Mart de Groot (* 13. November 1938 in Leiden) ist ein niederländischer Astronom.
Mart de Groot arbeitete bis 1970 an der Universitäts-Sternwarte Utrecht (wo er 1969 über P Cygni promovierte) und danach bis 1976 an der Europäischen Südsternwarte in La Silla (Chile). Von 1976 bis zu seiner Pensionierung 2001 war er in Nordirland an der Sternwarte in Armagh tätig, der er 1976–1994 auch als Direktor vorstand. Sein hauptsächliches Forschungsgebiet waren veränderliche Sterne.